# (14663) 1999 BP25
(14663) 1999 BP25 es un asteroide perteneciente al cinturón de asteroides, descubierto el 18 de enero de 1999 por el equipo del Lincoln Near-Earth Asteroid Research desde el Laboratorio Lincoln, Socorro, Nuevo México.

## Designación y nombre
Designado provisionalmente como 1999 BP25.

## Características orbitales
1999 BP25 está situado a una distancia media del Sol de 2,666 ua, pudiendo alejarse hasta 2,884 ua y acercarse hasta 2,447 ua. Su excentricidad es 0,082 y la inclinación orbital 3,662 grados. Emplea 1589,73 días en completar una órbita alrededor del Sol.

## Características físicas
La magnitud absoluta de 1999 BP25 es 13,57. Tiene 5,220 km de diámetro y su albedo se estima en 0,235.